# Newberg
Newberg é uma cidade localizada no estado norte-americano de Oregon, no Condado de Yamhill.

## Demografia
Segundo o censo norte-americano de 2000, a sua população era de 18.064 habitantes.
Em 2006, foi estimada uma população de 21.576, um aumento de 3512 (19.4%).

## Geografia
De acordo com o United States Census Bureau tem uma área de
13,0 km², dos quais 13,0 km² cobertos por terra e 0,0 km² cobertos por água. Newberg localiza-se a aproximadamente 77 m acima do nível do mar.

## Localidades na vizinhança
O diagrama seguinte representa as localidades num raio de 16 km ao redor de Newberg.